# Pearisburg (Virginia)
Pearisburg település az Amerikai Egyesült Államok Virginia államában, Giles megyében, melynek megyeszékhelye is. Lakosainak száma 2909 fő (2020. április 1.).

## Népesség
A település népességének változása:

| 2010 | 2 786 |
| 2020 | 2 909 |